# 아라바도
아라바 도(바스크어: Araba, 스페인어: Álava 알라바[*])는 스페인 북부 바스크주의 도이다.